# معتمدية جرجيس
مُعْتَمَدِيَّةُ جِرْجِيسَ هي إحدى معتمديات الجمهورية التونسية، وهي إحدى المعتمديات التسعة التابعة لولاية مدنين، مركزها مدينة جرجيس، بلغ عدد سكانها 75.382 نسمة عام 2014، منهم 36.073 ذَكَرًا و 39.309 أنثى، ينتمون إلى 18.920 أُسْرَة ويسكنون 30.319 مَسْكَنًا، يقطن 72.611 نسمة من السكان المناطق الحضرية في حين يقطن 2.771 نسمة الأرياف.
| السنة       | 2004   | 2014   |
| ----------- | ------ | ------ |
| عدد السكان  | 73.549 | 75.382 |
| عدد الذكور  | 36.060 | 36.073 |
| عدد الإناث  | 37.489 | 39.309 |
| عدد الأُسَر   | 16.191 | 18.920 |
| عدد المساكن | 21.992 | 30.319 |

### مواضيع ذات علاقة
- ولاية مدنين.